# Colin Renfrew
Colin Renfrew (født 25. juli 1937, død 24. november 2024) var en engelsk arkæolog. Han blev adlet til baron i 1991 gennem et såkaldt life peerage, hvilket indebar, at han kunne titulere sig Lord Renfrew of Kaimsthorn, mens hans arvinger ikke arvede adelskabet. Renfrew var professor i arkæologi ved universitetet i Southampton 1972-1981 og derefter professor i arkæologi ved Cambridge Universitet indtil 2004.
Renfrew publicerede i 1987 bogen Arkæologi og sprog, som præsenterer en teori om de indoeuropæiske sprogs oprindelse.